# Охапкина, Ксения Олеговна

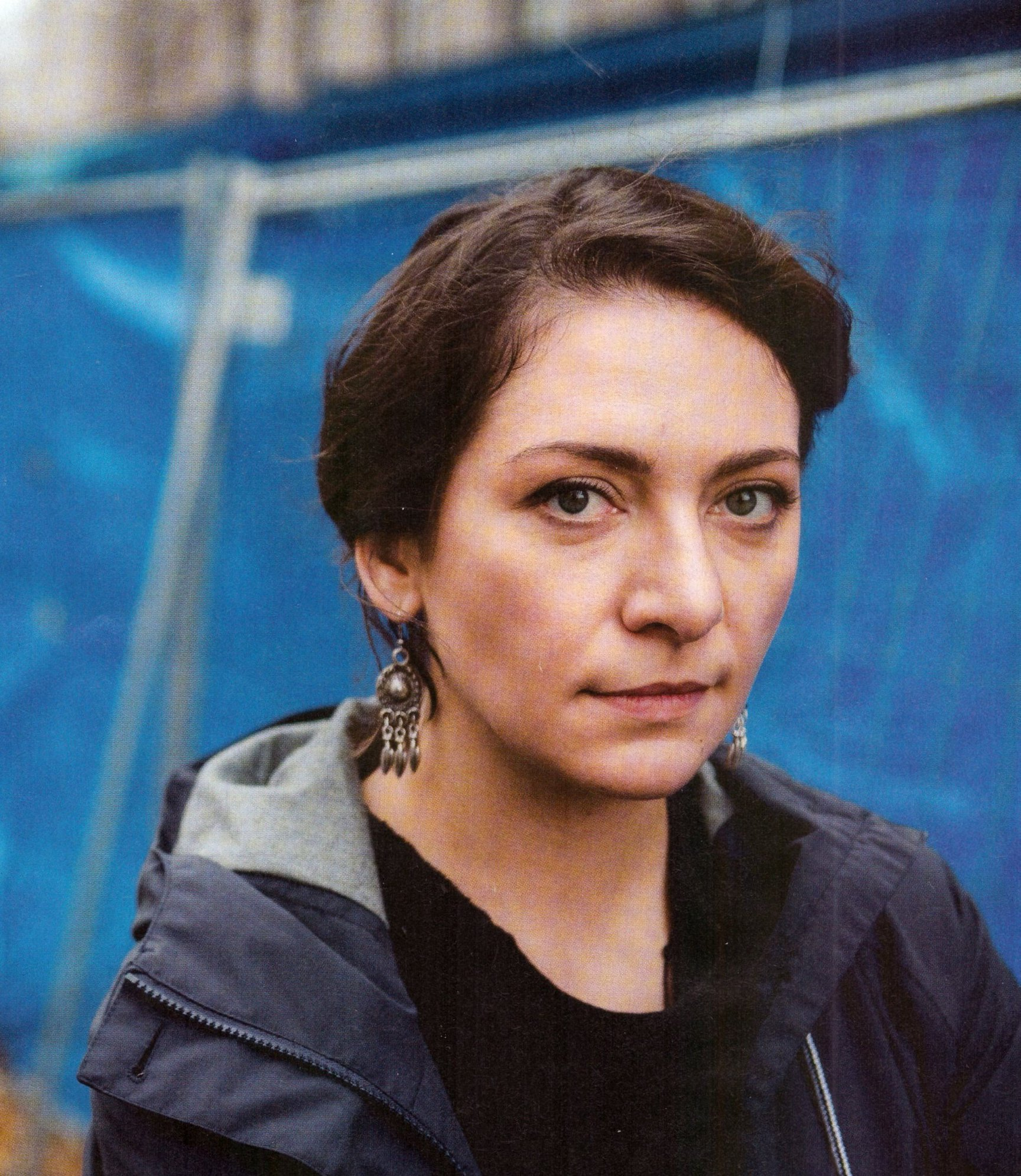

Ксения Олеговна Охапкина (6 декабря 1989, Ленинград, РСФСР, СССР) — российский режиссёр документальных фильмов, сценарист.

## Биография
Отец — петербургский поэт Олег Александрович Охапкин, мать — журналист Татьяна Ивановна Ковалькова.
Окончила Вторую Санкт-Петербургскую гимназию в 2007; СПбГУКиТ, мастерскую режиссуры неигрового кино А. И. Гутмана в 2012. 
Работала монтажером, ассистентом режиссёра. 
Участница и призёр ряда международных кинофестивалей, таких как Международный кинофестиваль в Карловых Варах, IDFA, Vision du Reel, Camerimage, Московский МКФ, Jean Rouch IFF, Послание к человеку, Артдокфест и др. Фильм «Бессмертный» номинирован на премию Американской киноакадемии Оскар; другие фильмы на Российскую национальную премию Ника, Эстонскую национальную премию EFTA и показаны на российском и эстонском телевидении. 
Член Гильдии Документалистов России и Союза эстонских визуальных авторов.

## Фильмография
- Бессмертный

док., 61 мин.
Vesilind Film Co .; Таллинн, Эстония; / Vides Vilm Studio; Рига, Латвия; 2019.
МКФ в Карловых Варах grand prix.
Номинирован на премию американской киноакадемии Оскар.
- Приходи свободным

док., 52 мин.
Vesilind Film Co .; Таллинн, Эстония; 2016
IDFA (Нидерланды, 2016) — приз жюри в конкурсе среднеметражных фильмов.
EFTA Национальная премия в области кино и телевидения (Эстония, 2017).
Казанский МФМК (Россия, 2017 г.) — приз Российской гильдии киноведов и кинокритиков России.
Кинофестиваль «Россия» (Россия, 2017 год) — лучший полнометражный фильм, лучшая работа оператора.
- КраснО

док., 5 мин.
ContArt Family Co .; Санкт-Петербург, Россия, 2015 г. продюсер	Павел Смирнов.
Создан для свободного просмотра в интернете. Находится в открытом доступе: https://vimeo.com/118427728 Архивная копия от 9 января 2019 на Wayback Machine
- В начале был … Куб

док., 40 мин. Леннаучфильм; Санкт-Петербург, Россия, 2013 г.
МКФ Свидание с Россией (Россия) — специальный приз.
Номинирован на национальную премия в области кино и ТВ «Ника» (Россия).
- Ночная Пьеса

док., 22 мин. Дипломная работа.
Atelier-Film-Alexander / МА «Русская культура» / СПбГУКиТ; Санкт-Петербург, Россия, 2012
Vision du Reel (Швейцария).
МКФ Послание к человеку (Россия).
МКФ Невский Благовест (Россия).
- Людики

док., 17 мин. СПбГУКиТ при поддержке Фонда Потанина; Санкт-Петербург, Россия; 2011.
МКФ Зелёный взгляд (Россия) — специальный приз.
- Завея

док., 15 мин. СПбГУКиТ; Санкт-Петербург, Россия, 2010
ISAF OpenCinema (Россия) — специальный приз .
Номинирован на Национальную премию «Лавр» (Россия).
МКФ KIN (Армения) — специальный приз ЕС ЕМ (Армения).
Телевизионные показы: «Россия-Культура», «Дождь» (Россия).